# Los Flechazos
Los Flechazos fue un grupo musical español de estilo mod nacido en León en 1987 y disuelto en 1998. Estuvieron muy influidos por la música beat, la música británica de finales de los sesenta y por el soul. Alejandro Díez Garín, cantante del grupo, había participado antes en un grupo llamado Opera Prima del que sólo se conserva una maqueta en casete.

## Historia
La banda se formó con los siguientes componentes:
- Alejandro Díez Garín (voz y guitarra).
- Elena Iglesias Sastre (órgano).
- José Berrot (armónica y coros).
- Héctor Escobar (bajo eléctrico y coros).
- Pedro Javier Alonso (batería).

Su primer álbum fue Viviendo en la era Pop, producido por Kike Cardiaco, fue un triunfo en el año 1988. Años más tarde estuvieron a punto de desaparecer y, tras editar canciones como La Reina del Muelle o La Chica de Mel, tuvieron que sustituir al bajista por Ramón Díez.
Con su tercer álbum, Preparados, listos ya! realizaron una gira por Suiza que acabó con el nuevo bajista del grupo y Héctor volvió de nuevo para grabar el cuarto álbum.
En 1994 se publicó el libro Haciendo astillas el reloj, una biografía del grupo realizada por Ezequiel Ríos. En ese mismo año Héctor y Pedro dejaron el grupo, el primero por motivos de trabajo y el segundo, harto del mundo de la música. Fueron sustituidos por Francisco Vila y Miguel Manero.
Durante todos estos años de grabaciones, giras, conciertos, etc., Alejandro y Elena crean el Purple Weekend, un festival de orientación mod en León. En la edición de 1997 de este festival se anuncia la disolución del grupo, y eso a pesar de que por aquel entonces Alejandro estaba preparando los temas de un nuevo disco. Al parecer los motivos de esta decisión se debieron a la idea de Paco de abandonar el grupo unido al cansancio después de 11 años de carrera.
Desde entonces y tras un pequeño parón para tomar oxígeno, Alejandro comienza un nuevo proyecto musical llamado Cooper, mientras Elena continúa al frente del Purple Weekend.

## Discografía

### Álbumes
- Viviendo en la era Pop (DRO, 1988).
- En el club (DRO, 1989).
- Preparados, listos, ya! (DRO, 1991)
- En acción! (DRO, 1992).
- El sorprendente sonido de Los Flechazos (DRO, 1993).
- Alta fidelidad (Elefant Records, 1995).
- Haciendo astillas el reloj (DRO, 1996).
- Pussycat (Fourtune Records, 1996).

### EP
- Días grises (Elefant Records, 1996).
- One More Try (Detour Records, 1996).